# Vriesea thyrsoidea
Vriesea thyrsoidea är en gräsväxtart som beskrevs av Carl Christian Mez. Vriesea thyrsoidea ingår i släktet Vriesea och familjen Bromeliaceae. Inga underarter finns listade i Catalogue of Life.